# I Heard You Paint Houses
I Heard You Paint Houses: Frank 'The Irishman' Sheeran and the Inside Story of the Mob, the Teamsters, and the Last Ride of Jimmy Hoffa is een Amerikaans non-fictieboek uit 2004 dat geschreven werd door Charles Brandt. In het boek beweert de Iers-Amerikaanse gangster Frank Sheeran dat hij onder meer vakbondsleider Jimmy Hoffa vermoord heeft.

## Inhoud
Advocaat Charles Brandt had tussen 1991 en 2003 verscheidene gesprekken met Frank Sheeran, een Amerikaanse gangster die in de jaren 1960 en 1970 banden had met de misdaadfamilie van maffiabaas Russell Bufalino en deel uitmaakte van de International Brotherhood of Teamsters, de vakbond die geleid werd door Jimmy Hoffa. De interviews werden in 2004 omgevormd tot het boek I Heard You Paint Houses.
Sheeran bespreekt onder meer zijn jeugd in Pennsylvania en zijn deelname aan de Tweede Wereldoorlog. In 1941 sloot hij zich aan bij het Amerikaans leger. Sheeran was van dichtbij betrokken bij de Italiaanse Veldtocht (1943–1945). Hij gaf ook enkele oorlogsmisdaden toe die een overtreding waren van de Vredesconferentie van Den Haag en de Conventie van Genève (1929). Het ging onder meer om de executie van Duitse krijgsgevangenen. 
Na zijn militaire dienst ging hij aan de slag als vrachtwagenchauffeur. Daarnaast verdiende hij geld met het plegen van misdaden, waaronder huurmoorden. Op die manier werd hij een vertrouweling van maffiabazen Russell Bufalino en Angelo Bruno. Via Bufalino werd Sheeran ook geïntroduceerd in de International Brotherhood of Teamsters, de invloedrijke vakbond onder leiding van Jimmy Hoffa. Sheeran en Hoffa werden in de loop der jaren goede vrienden.
Sheeran was naar eigen zeggen betrokken bij enkele controversiële gebeurtenissen. De moord op president John F. Kennedy werd volgens Sheeran door de maffia georganiseerd. Hij zou zelf drie wapens bezorgd hebben aan David Ferrie, die ze op zijn beurt aan de moordenaars van Kennedy zou doorgespeeld hebben. Verder zou Sheeran in 1972 ook de moord op gangster Joe Gallo uitgevoerd hebben.
Net voor zijn dood gaf Sheeran aan Brandt toe dat hij ook Hoffa in 1975 vermoord had in dienst van de maffia.

## Titelverklaring
I Heard You Paint Houses (Nederlands: Ik heb gehoord dat je huizen verft.) waren de eerste woorden die Hoffa uitsprak toen hij Sheeran voor het eerst ontmoette. De uitdrukking "huizen verven" wordt in misdaadkringen gebruikt als metafoor voor huurmoorden. De "verf" verwijst naar het bloed dat op de muur spat wanneer iemand doodgeschoten wordt.

## Nasleep
Sheerans bekentenis dat hij Hoffa vermoord zou hebben, werd onderzocht door Fox News. In het huis in Detroit waar Hoffa doodgeschoten zou zijn, werden verschillende bloedsporen teruggevonden. Het bloed werd nadien onderzocht door de Federal Bureau of Investigation (FBI). 
In februari 2005 berichtten verscheidene Amerikaanse nieuwswebsites, waaronder Fox News, dat het bloed niet van Hoffa afkomstig was.
Enkele jaren later publiceerde Fox News een artikel waarin gesteld werd dat de FBI 50 stalen bloed onderzocht had, waarvan er 28 positief testte op de aanwezigheid van bloed. Van die 28 stalen waren er slechts twee die ook DNA bevatten. Het ene staal kon enkel bevestigen dat het om het bloed van een man ging, terwijl het andere staal "grotendeels inconclusive" (niet beslissend) was.

## Film
Het boek werd door regisseur Martin Scorsese verfilmd onder de titel The Irishman (2019).